# Municipio de Wright (Dakota del Norte)
El municipio de Wright (en inglés: Wright Township) es un municipio ubicado en el condado de Dickey en el estado estadounidense de Dakota del Norte. En el año 2010 tenía una población de 50 habitantes y una densidad poblacional de 0,54 personas por km².

## Geografía
El municipio de Wright se encuentra ubicado en las coordenadas 46°14′00″N 98°18′19″O / 46.23333, -98.30528. Según la Oficina del Censo de los Estados Unidos, el municipio tiene una superficie total de 91.93 km², de la cual 91,41 km² corresponden a tierra firme y (0,57 %) 0,52 km² es agua.

## Demografía
Según el censo de 2010, había 50 personas residiendo en el municipio de Wright. La densidad de población era de 0,54 hab./km². De los 50 habitantes, el municipio de Wright estaba compuesto por el 98 % blancos, el 2 % eran asiáticos. Del total de la población el 0 % eran hispanos o latinos de cualquier raza.